# South Woodford (Metropolitano de Londres)
South Woodford é uma estação do Metrô de Londres em Woodford na Central line.

## História

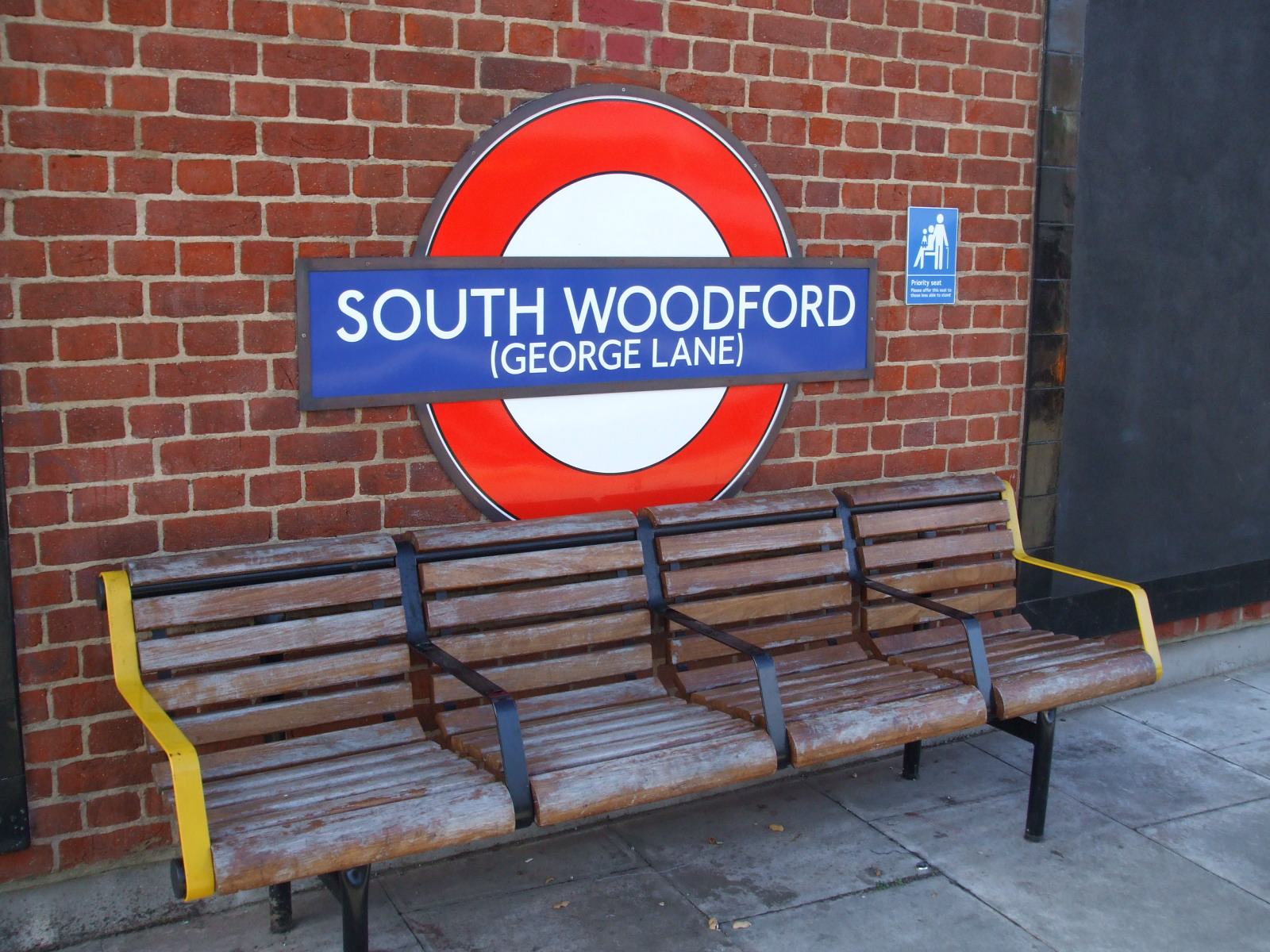
Roundel na plataforma leste, mostrando o antigo sufixo.

A estação foi inaugurada em 22 de agosto de 1856 como parte do ramal da Eastern Counties Railway para Loughton, que foi inaugurada naquele dia. Originalmente chamada de George Lane, a estação foi renomeada duas vezes: South Woodford (George Lane) em 5 de julho de 1937; e South Woodford em 14 de dezembro de 1947. A estação fazia parte do sistema da Great Eastern Railway até que a empresa se fundiu com outras ferrovias para criar a London and North Eastern Railway (LNER) em 1923. Em 5 de julho de 1937, a estação foi renomeada para "South Woodford (George Lane)".